# Димитрије Андрејевић
Димитрије Андрејевић (Београд, 1854 — Шабац, 1905) био је српски сликар и учитељ цртања.

## Биографија
Димитрије Андрејевић био је брат музичара Тоше Андрејевића Аустралијанца.
Димитрије је сликарство  учио код Милије и Николе Марковића. Уз помоћ оца и брата похађао је први течај на Краљевској школи у Минхену, а потом и Академију. Студије није до краја завршио. Године 1874. уписао је Академију у Бечу, коју такође није завршио.
Вратио се у Београд и радио у атељеу Стеве Тодоровића. Као питомац Министарства просвете и црквених дела Србије опет уписује академију у Минхену. Након повратка у Србију од 1882. до 1897. био је наставник цртања и лепог писања у београдским гимназијама. Једна од његових ученица била је и Надежда Петровић.
Учествовао је у сликању иконостаса цркве у Карановцу (данашњем Краљеву).
Једина његова сачувана слика представља пејзаж са пастиром и стадом и одаје уметника финог осећања за колорит. Стилски се налазио између пленера и експресионизма.